# My Skin Is Cold
My Skin Is Cold – minialbum norweskiej grupy blackmetalowej Satyricon wydany 2 czerwca 2008 roku. Zawiera jedną nową kompozycję, dwa utwory zremasterowane i dwa zagrane na żywo z orkiestrą.

## Lista utworów
Opracowano na podstawie materiału źródłowego.
Dysk 1 (Audio CD)
1. "My Skin is Cold" - 05:06
2. "Live Through Me (Re-mastered)" - 05:12
3. "Existential Fear-Questions (Re-mastered)" - 06:02
4. "Repined Bastard Nation (Live with orchestra)" - 05:48
5. "Mother North (Live with orchestra) - 09:06

Dysk 2 (płyta winylowa)
1. "My Skin Is Cold" - 05:06
2. "Mother North" - 09:06

## Twórcy
Opracowano na podstawie materiału źródłowego.
| - Sigurd "Satyr" Wongraven - kierownictwo artystyczne, wokal, gitara, miksowanie - Kjetil-Vidar "Frost" Haraldstad - perkusja - Steinar Gundersen - gitara - Snorre Ruch - gitara - Knut "Euroboy" Schreiner - gitara - Victor Brandt - gitara basowa - Erik Ljunggren - inżynieria dźwięku | - Mike Hartung - inżynieria dźwięku - Lars Klokkerhaug - inżynieria dźwięku, miksowanie - Øivind Westby - aranżacje - Espen Berg - mastering - Jeff "Critter" Newell - miksowanie - Martin Kvamme - okładka, dizajn - Marcel Lelienhof - zdjęcia |

## Wydania
| Rok  | Nr katalogowy | Format              | Wydawca            | Region   | Źródło |
| ---- | ------------- | ------------------- | ------------------ | -------- | ------ |
| 2008 | INDIE022EP    | 7", Whi + CD +, Ltd | Indie Recordings   | Norwegia | [ 2 ]  |
| 2008 | RR 7922-8     | 7", Whi + CD +, Ltd | Roadrunner Records | Europa   | [ 2 ]  |